# 北京宣言 (2004年)
北京宣言发表于2004年在中国北京市召开的第89届国际世界语大会。宣言高度评价了中国政府以争取公正和多元的国际间相互理解为目的，支持世界语的教学和使用，认为这符合联合国科教文组织决议的精神。